# 7078 Unojönsson
A 7078 Unojönsson (ideiglenes jelöléssel 1985 UH3) a Naprendszer kisbolygóövében található aszteroida. Claes-Ingvar Lagerkvist fedezte fel 1985. október 17-én.
Nevét Uno Jönsson, a felfedező barátja után kapta.